# Cementerio Hebreo de Cali
El Cementerio Hebreo de Cali, también conocido como Cementerio israelita, es un cementerio judío ubicado en la ciudad de Santiago de Cali, en Colombia y uno de los seis cementerios para personas que profesan el judaísmo en todo el país. Ha sido catalogado como un Bien Inmueble de Interés Cultural de Santiago de Cali.

## Historia
El primer intento de establecer un camposanto en Cali destinado a la comunidad judía de la urbe surge en 1926 de la mano del Centro Israelita de Beneficencia, pero debido a la falta de personería jurídica de la agrupación no fue posible. El proyecto no podría desarrollarse hasta la llegada de la apertura política durante el gobierno liberal en la década de 1930. Hasta entonces las autoridades conservadoras habían visto la constitución de organizaciones judías como una amenaza para la unidad nacional de un estado profundamente católico.
El Centro recibiría la personería jurídica en marzo de 1930 y en octubre del mismo año, por medio de un acuerdo del Consejo Municipal, se destinó un terreno de 1500 metros para el Cementerio Israelita, que quedaría contiguo al nuevo Cementerio Protestante de igual extensión. Hasta entonces las inhumaciones de judíos se realizaban en el antiguo Cementerio Protestante ubicado en el centro de la ciudad, y que fueron posteriormente exhumados para trasladarlos. Finalizada la construcción del Cementerio Hebreo en diciembre de 1930, la primera inhumación realizada fue la de la señora Estella de Edery.
El Cementerio fue ampliándose durante los años siguientes con la compra de un terreno adyacente de 14500 m². Por entonces surgió una polémica en torno a la administración del camposanto, llegando a recibir el Centro Israelita propuestas en 1941 y 1952 de la Sociedad Hebrea de Socorros y de la Unión Federal Hebrea, organizaciones asquenazíes, para una administración conjunta del cementerio al que se dividiría a la usanza de los cementerios israelitas franceses en donde había se destina una porción del terreno para asquenazíes y otra para sefardíes, pero sin existir una separación material del cementerio. El Centro Israelita rechazó estas propuestas hasta que finalmente en 1955 se aceptó una administración conjunta a través de una Junta Intercomunitaria.

## Patrimonio cultural
En 2007 el cementerio fue incluido en el Plan Especial de Protección del Patrimonio Inmueble de Santiago de Cali a través del Acuerdo 0232 del Concejo de la ciudad siendo catalogado como Bien de Interés Cultural de Tipo I. Recibió esta denominación por el patrimonio artístico de su arte funerario representada en pieza iconográficas de gran calidad con representaciones del tránsito de la vida y la muerte, principalmente de las primeras tumbas que cuentan con obras en marmolería italiana.